# Mitsuteru Yokoyama
Mitsuteru Yokoyama (横山 光輝, Yokoyama Mitsuteru; Kobe, 18 juni 1935 – Tokio, 15 april 2004) was een Japanse mangaka. Zijn creaties hebben veel anime opgeleverd. Hij is de grondlegger van het mecha-genre.
Mitsuteru Yokoyama was onder meer de bedenker van Iron Man 28, Babel II, Giant Robo, Akakage, Sally the Witch en Princess Comet. Hij verwerkte ook enkele Chinese literaire klassiekers tot manga, zoals Verhaal van de wateroever en Roman van de Drie Koninkrijken.

## Leven
Yokoyama groeide op tijdens de Tweede Wereldoorlog. Zijn familie werd geëvacueerd naar Tottori. Osamu Tezuka's Metropolis liet een diepe indruk achter op hem, waardoor hij al tijdens zijn middelbareschooltijd mangaka wilde worden. Na zijn studies ging hij werken bij Sumitomo Mitsui Banking Corporation. Vijf maanden later gaf hij zijn job op omdat hij geen tijd meer had om te tekenen. Hij vond nieuw werk bij de reclameafdeling van een filmbedrijf in Kobe en streefde naar een mangacarrière tijdens zijn vrije tijd.
Yokoyama debuteerde met Otonashi no Ken (音無しの剣) en trok zo de aandacht van Osamu Tezuka. In 1955 gaf hij zijn eerste reeks Shirayuri Koushinkyoku (白ゆり行進曲) uit in het tijdschrift Shojo.
Vanaf 1956 werd Tetsujin 28-go uitgegeven in Weekly Shonen Magazine, dit nadat Yokoyama zijn ontslag nam bij het filmbedrijf. Tetsujin 28-go werd enorm populair en werd verwerkt tot een anime. Dit motiveerde Yokoyama om een fulltime mangaka te worden. Datzelfde jaar verhuisde hij naar Tokio.
In 1964 richtte Yokoyama het bedrijf Hikari Production op. De studio produceerde zowel anime als manga en is bekend voor titels als Iga no Kagemaru (伊賀の影丸), Akakage, Sally the Witch, Giant Robo, Babel II, etc. Met Suikoden (1967-1971) en Yokoyama Mitsuteru Sangokushi (1971–1986) brak een nieuw tijdperk aan in Yokoyama's carrière. Vanaf dan ging hij zich vooral focussen op manga gebaseerd op verhalen uit de geschiedenis van China en Japan.
In 1991 won Yokoyama Mitsuteru Sangokushi de Japan Cartoonist Association Excellentieprijs. In 2004 won hij de MEXT Prijs van dezelfde organisatie.
Yokoyama kwam op 69-jarige leeftijd om het leven door een brand in zijn woning in Tokio. Met ernstige brandwonden werd hij naar een ziekenhuis in de buurt van zijn woning gebracht, waar hij 16 uur later aan zijn verwondingen overleed.
- Bibliothèque nationale de France: cb144893780 (data)
- CiNii: DA02386871
- Gemeinsame Normdatei: 1030358656
- International Standard Name Identifier: 0000 0000 8130 8154
- Library of Congress Control Number: no2008102003
- Bibliotheek van het Japanse parlement: 00096347
- Nationale Bibliotheek van Israël: 987007339755605171
- Système universitaire de documentation: 079001408
- Virtual International Authority File: 51918561
- WorldCat: E39PBJx4j3TK8qmgdTJtdYGWDq